# Natallia Rodrigues
Natallia Cataldo Rodrigues (São Paulo, 9 de dezembro de 1980) é uma atriz brasileira.

## Carreira

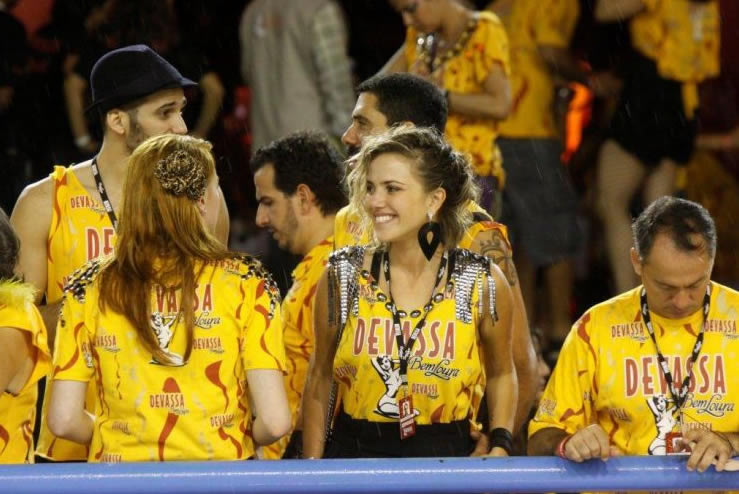
A atriz assistindo de camarote ao desfile das escolas de samba do Rio de Janeiro.

Começou na carreira de modelo aos dez anos de idade e aos quinze passou a cursar teatro. Mudou-se para o Rio de Janeiro aos vinte e um anos e conseguiu um papel na telenovela Desejos de Mulher, da Rede Globo. Sua personagem, Paty, era filha dos personagens de José Wilker e Renata Sorrah. Seu trabalho seguinte, a convite de Edson Spinello, foi como a vilã Carla do seriado adolescente Malhação, em 2003. Depois, em 2004, viveu Marina, uma garota da década de cinquenta acusada de assassinar o namorado com a ajuda do amante, no Linha Direta, no qual contracenou com Marcos Pasquim e Marcelo Serrado.
Mudando-se para a Rede Record em 2005, ela interpretou Nicota Seixas na novela Essas Mulheres, uma produção de época dirigida por Herval Rossano. Paralelamente, também fez várias peças de teatro e dois filmes, destacando-se Valsa nº 6, adaptação de um texto de Nélson Rodrigues com estreia prevista para 2007. Em 2007, integrou o elenco do seriado Alta Estação como a personagem Taíssa. No mesmo ano, interpretou Laura, uma promotora de Justiça que se apaixona por um jovem pescador na novela Luz do Sol, ainda na Record. Em 2008 viveu a personagem Suelen, uma suburbana fluminense fascinada pela fama em Chamas da Vida, sua última novela da casa, uma vez que o contrato não foi renovado. Em 2011 realizou uma pequena participação na telenovela Insensato Coração. Em 2012 participou do remake de Gabriela, na trama interpretou a prostituta russa Natasha.
Em agosto de 2012 foi capa da edição brasileira da revista Playboy, numa edição especial com 50 páginas em comemoração aos 37 anos da revista. Em 2013 ela retorna as novelas com Amor à Vida, na trama ela interpretou a enfermeira Elenice. Em 2013, mudou seu nome artístico de Nathália para Natállia. Em 2014, interpreta a cafetina Fabi, na série do Multishow, A Segunda Vez. Depois da novela Verdades Secretas em 2015, passou a se dedicar mais a seriados e teatro.

## Filmografia

### Televisão
| Ano  | Título                            | Personagem                        | Notas                                                     |
| ---- | --------------------------------- | --------------------------------- | --------------------------------------------------------- |
| 2002 | Desejos de Mulher                 | Patrícia Vonnegut Britz ("Patty") |                                                           |
| 2003 | Malhação                          | Carla Martins                     | Temporada 10                                              |
| 2004 | Linha Direta                      | Marina Andrade Costa              | Episódio: "O Crime do Sacopã"                             |
| 2005 | Essas Mulheres                    | Nicota Seixas                     |                                                           |
| 2006 | Alta Estação                      | Taíssa Gadelha                    |                                                           |
| 2007 | Luz do Sol                        | Delegada Laura Montes             |                                                           |
| 2007 | Louca Família                     | Soraya                            | Especial de fim de ano                                    |
| 2008 | Chamas da Vida                    | Suelen Almeida Batista            |                                                           |
| 2011 | Insensato Coração                 | Andressa Pereira                  | Episódios: "16–21 de fevereiro"                           |
| 2012 | Gabriela                          | Natascha                          |                                                           |
| 2013 | Amor à Vida                       | Elenice Marinelli                 | Episódios: "13–16 de julho"                               |
| 2014 | Lili, a Ex                        | Mariana Gomes ("Mari")            | Episódio: "A Teacher"                                     |
| 2014 | A Segunda Vez                     | Fabi                              |                                                           |
| 2015 | Verdades Secretas                 | Estela                            |                                                           |
| 2017 | Eu, Ela e um Milhão de Seguidores | Camis                             | Episódio: "A Empresária"                                  |
| 2017 | A Vida Secreta dos Casais         | Michelle                          | Episódio: "Algumas Meninas Escolhem Fazer a Coisa Errada" |
| 2021 | Amélio, O Homem de Verdade        | Fabi                              |                                                           |
| 2023 | Tudo Igual... SQN                 | Letícia                           |                                                           |

### Filmes
| Ano  | Título                                          | Personagem         |
| ---- | ----------------------------------------------- | ------------------ |
| 2004 | Ella                                            | Úrsula             |
| 2007 | Valsa nº 6                                      | Sônia              |
| 2010 | Borboletas Indômitas (Curta-metragem)           | Maitê              |
| 2011 | Estamos Juntos                                  | Amiga de Francisca |
| 2014 | Os Homens São de Marte... E É Pra Lá que Eu Vou | Ana                |
| 2016 | Elis                                            | Beth               |
| 2018 | Virando a Mesa                                  | Kimi               |
| 2018 | A Volta                                         | Karen              |
| 2018 | O Doutrinador                                   | Penélope           |
| 2020 | Skull: A Máscara de Anhangá                     | Beatriz Obdias     |
| 2021 | Dois Mais Dois                                  |                    |
| 2022 | Vale Night                                      | Margareth          |
| 2023 | O Mestre da Fumaça                              | Maria Rosa         |

### Videoclipe
| Ano  | Música                               | Artista          |
| ---- | ------------------------------------ | ---------------- |
| 2006 | "15 minutos"                         | Vodka Frog       |
| 2009 | "Os Dias"                            | Reação em Cadeia |
| 2011 | "2 Músicas, 2 Momentos e 1 História" | Banda Rockers    |
| 2016 | "Snow Hill"                          | Banda Lo-Fi Mojo |

## Teatro
| Ano     | Título                        | Papel           |
| ------- | ----------------------------- | --------------- |
| 2001    | Mancha Roxa                   |                 |
| 2001    | Abajur Lilás                  |                 |
| 2002    | Beijo no Asfalto              |                 |
| 2004    | Paris Belford                 |                 |
| 2004    | Namoro ou Amizade             | Sara            |
| 2010    | Dores de Amores               | Stand-in        |
| 2011    | Vamos?                        | B               |
| 2012    | Cortex                        |                 |
| 2013–14 | Divórcio                      | Bruna Prado     |
| 2014–17 | Caros Ouvintes                | Conceição Neves |
| 2016–17 | Sobre Ratos e Homens          | Mae             |
| 2016–17 | Jogo Aberto                   | Lilian          |
| 2017    | O Inevitável Tempo das Coisas |                 |
| 2018    | O Martelo                     |                 |

## Prêmios e indicações
| Ano  | Prêmio                    | Categorua    | Trabalho      | Resultado | Ref    |
| ---- | ------------------------- | ------------ | ------------- | --------- | ------ |
| 2014 | Prêmio Top Brazil Quality | Melhor Atriz | Caro Ouvintes | Venceu    | [ 26 ] |